# Selliá (La Canée)
Ne doit pas être confondu avec Selliá (Réthymnon).
Selliá, en grec moderne : Σελλιά, est un village du dème d'Apokóronas, dans le district régional de La Canée, de la Crète, en Grèce. Selon le recensement de 2011, la population de Selliá compte 46 habitants.
Le village est situé à une altitude de 320 mètres.